# Józef Piłsudski
Józef Piłsudski de Kościesza  ['juzɛf piw'sutski] (?·pàg.) (Zułów, prop de Vílnius, actual Lituània, 5 de desembre de 1867 - Varsòvia, 12 de maig de 1935) va ser el primer cap d'Estat (1918 - 1922), "Mariscal de Polònia" (des del 1920) i dictador (1926 - 1935) de la Segona república polonesa. Des de la Primera Guerra Mundial va tenir una gran influència en la societat del seu país i va ser un polític molt rellevant en la política europea. És considerat el principal responsable que Polònia aconseguís la independència el 1918 després de 123 anys de particions.

## Infància i joventut
De família noble i composta per 9 germans, va néixer a Zułów, dins de la Polònia de l'Imperi Rus (actual Lituània). La família va haver d'abandonar la ciutat pels problemes econòmics provocats pel seu germà Bronisław Piłsudski qui, juntament amb Aleksandr Uliànov (germà de Lenin), van intentar atemptar contra el Tsar Alexandre III de Rússia.
Els Piłsudski van haver de desfer-se de les seves propietats per fer front al judici, per la qual cosa es van mudar a Vílnius, on Józef es va formar intel·lectualment. El seu pare va morir abans que acabés el batxillerat (Gymnasium).
Capacitat amb grans dots de lideratge, en 1894 aconsegueix el poder d'un grup polític socialista anomenat Polska Partia Socjalistyczna i funda la revista antirussa Robotnik (L'obrer), periòdic dels socialistes polonesos.
Va crear un corrent revolucionari dins d'aquest partit i va lluitar a favor de la independència de Polònia, que llavors estava dividida entre la Rússia tsarista, l'Imperi Austrohongarès i Alemanya.

## Activitat política

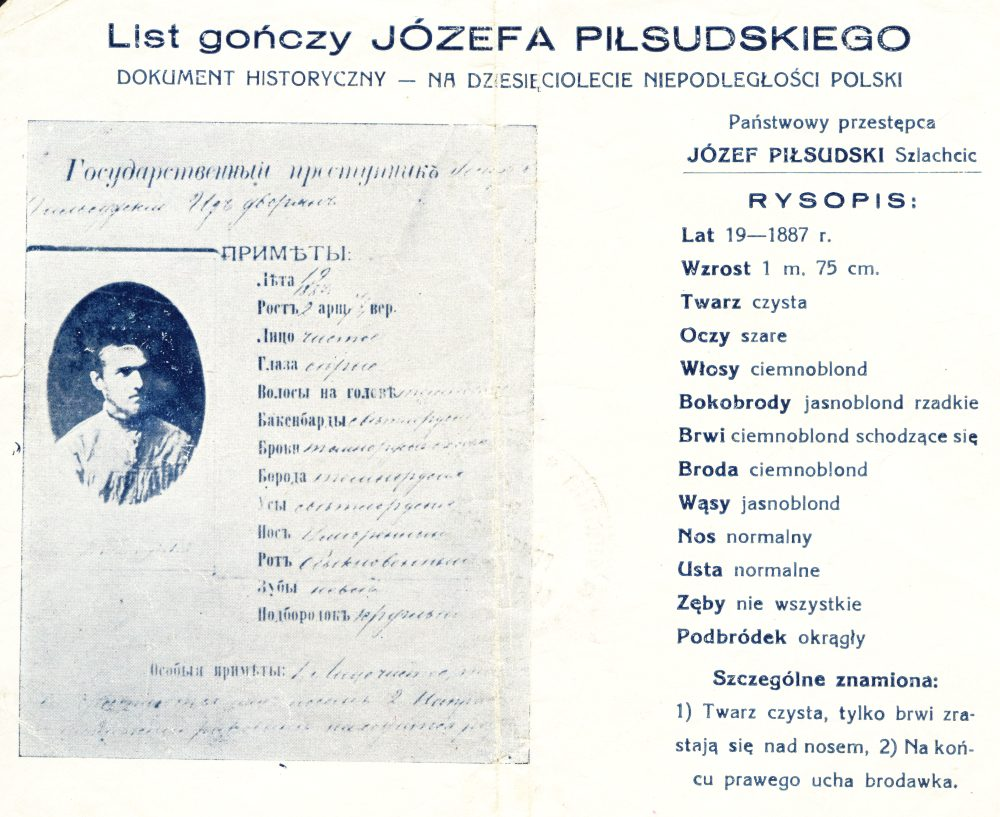
Reproducció del 1928 d'un cartell de crida i cerca de la Rússia tsarista per a Piłsudski, distribuït(presumiblement pels seus adversaris polítics) "en el desè aniversari de la independència de Polònia":
Traducció
"Criminal d'estat
noble
DESCRIPCIÓ:
Edat 19 (1887)
Alçada 1.75
Rostre clar
Ulls gris
Cabell ros fosc
Patilles ros clar, escasses
Celles ros fosc, juntes
Barba ros fosc
Bigoti ros clar
Nas normal
Boca normal
Dents li manquen algunes
Mentó arrodonit
Trets distintius:
1) Cara neta, amb celles juntes damunt del nas,
2) berruga a l'extrem de l'orella dreta

El 1899 es casa amb Maria Koplewska. El 1900 és capturat per la força imperial i tancat a la ciutadella de Varsòvia. A la seva dona l'alliberen 11 mesos després. Piłsudski, per cridar l'atenció pel seu empresonament, fa una vaga de fam per tal de ser portat a un hospital. Després d'un mes de recuperació, burla la guàrdia de l'hospital i aconsegueix fugir. Es troba amb la seva esposa i junts s'escapen a França.
En l'esclat de la guerra russojaponesa (1904-1905), l'estiu de 1904, Piłsudski va viatjar a Tòquio (Japó), on va intentar sense èxit obtenir l'assistència d'aquest país a la insurrecció a Polònia. Es va oferir a ajudar al Japó amb serveis d'espionatge en suport de la seva guerra amb Rússia i va proposar la creació d'una legió polonesa de polonesos, reclutada entre l'exèrcit rus, que havia estat capturat pel Japó. També va suggerir un projecte, el Prometeizm, dirigit a afeblir l'Imperi Rus promovent moviments independentistes en el seu si —una fita que després continuaria perseguint.
Un altre polonès notable, Roman Dmowski, també va viatjar al Japó, on argumentà en contra del pla de Piłsudski, i tractà de dissuadir al govern japonès de donar suport, en aquell moment, a una revolució polonesa que Dmowski sentia que estaria condemnada al fracàs. El mateix Dmowski, també patriota polonès, romandria com a enemic polític de Piłsudski fins al final de la vida de la vida d'aquest. Al final, els japonesos van oferir a Piłsudski molt menys del que havia esperat. Va rebre l'ajuda del Japó en la compra d'armes i municions per al PPS i la seva organització de combat, mentre que els japonesos van rebutjar la proposta de la Legió polonesa. Piłsudski va viure al Japó durant un any, fins al 1906.
Tornà a Polònia per reprendre la política que havia deixat després de la fugida. El 1908 juntament amb Kazimierz Sosnkowski crea a Lwów una organització secreta que té com a missió: «intentar fer el possible contra Rússia» en els conflictes militars amb altres països i també els seus problemes interns. El 26 de setembre del mateix any organitza un atac a un tren prop de Bezdany, mentre que a partir de 1912 milita en un grup que té com a objectiu la independència de Polònia. Aquest mateix any el fan comandant de totes les forces armades poloneses.

## La guerra mundial
Tot i la manca de formació militar reglada, Piłsudski mana durant la guerra la Primera Brigada de la Legió Polonesa, i es converteix en el cabdill de la lluita antirussa per la restauració d'una Polònia independent. La majoria dels seus partidaris i col·laboradors en la seva posterior activitat política provenien de la Primera Brigada, mentre que molts dels seus adversaris militars pertanyien a la Segona Brigada o van servir en unitats regulars de l'Exèrcit austrohongarès.

## Polònia independent

### Cap d'Estat (1918-1922)

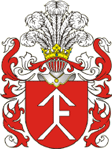
Escut de la família Piłsudski, variant del Clan Kościesza.

Després de la Primera Guerra Mundial torna a Varsòvia alliberat pels alemanys de la presó de Magdeburg (10 de novembre del 1918) és nomenat cap d'Estat i comandant en cap de l'exèrcit polonès, i en la pràctica es converteix en dictador de Polònia. El 20 de febrer del 1919, la nova assemblea constituent elegida al gener el nomena oficialment cap de l'Estat.
Durant aquest període, va lluitar activament contra el bolxevisme, i va dirigir personalment els exèrcits polonesos durant la Guerra poloneso-soviètica com a comandant en cap de les forces armades.
El principal interès de Piłsudski va ser l'Exèrcit. Va impedir el nomenament de ministres de Defensa en els primers governs polonesos per mantenir-ne el control personal, i es va assegurar el nomenament d'un ministre afí (antic company de presó durant la guerra), el general Kazimierz Sosnkowski, que es va mantenir en el càrrec malgrat els canvis de govern fins a la primavera de 1923.
El 17 de març del 1921, els seus rivals de la dreta van aconseguir aprovar la nova constitució de caràcter marcadament parlamentarista en què la presidència de l'Estat tot just tenia poders. La seva idea era impedir que Piłsudski, el gran prestigi del qual el feia el candidat evident a la presidència, controlés la política nacional. El mariscal, en resposta, es va negar a presentar-se a les eleccions de desembre de 1922. Aquest mateix mes va ser nomenat cap de l'Estat major, en substitució d'un dels seus rivals militars, el general Władysław Sikorski.
Quan aquell mateix mes el seu candidat i amic personal, Gabriel Narutowicz, va ser assassinat per un jove fanàtic de dretes que confessà que hagués preferit assassinar Piłsudski, aquest va acusar la dreta d'estar darrere de la mort i la seva animadversió cap als seus rivals es va aprofundir. Quan la dreta, amb el nou suport del Partit Popular Polonès-Piast de Wincenty Witos, va formar el primer gabinet a la primavera de 1923 Piłsudski es va negar a col·laborar amb el nou govern i va abandonar gradualment els seus càrrecs oficials.

#### Idees polítiques i rivals
Les seves idees polítiques eren molt diferents de les de Roman Dmowski, qui creia que era possible una autonomia dins de l'Imperi rus, o una aliança amb aquest. Piłsudski, en canvi, era partidari d'una aliança amb Alemanya i de la creació dels Estats intermedis independents (Belarús, Ucraïna) entre Rússia i Polònia. Per això va encoratjar des del govern el projecte Międzymorze en favor d'una federació d'estats d'Europa Oriental ansiosos d'evitar la dominació política i econòmica per part d'Alemanya o l'URSS; aquest projecte no va resultar atractiu per a la resta d'estats de l'est europeu en ser massa evident que Pilsudski promovia una unió sota la direcció de Polònia, i era evident que Lituània rebutjava repetir l'experiència de la República de les Dues Nacions; el pla tampoc rebé una acollida favorable a Txecoslovàquia a causa d'una sèrie de controvèrsies territorials txec-poloneses. A aquesta oposició calia afegir-hi la negativa evident de l'URSS de donar suport a una mena de pla que amenaçava la seva hegemonia a Europa Oriental.
Piłsudski es va enfrontar a dos rivals principals: els seus adversaris militars dins l'Exèrcit, que li disputaven el control sobre aquest i la forma d'organitzar les forces armades, i els conservadors, principalment el Partit Nacional Democràtic de Dmowski, que l'odiaven com a antic socialista, combatent contra Rússia, antic aliat d'Alemanya, suposat defensor de les minories de l'Estat i partidari del federalisme. La rivalitat entre els partidaris del mariscal i els seus opositors va caracteritzar la política polonesa d'entreguerres.

### Retir oficial (1922-1926)
Piłsudski va rebutjar una pensió governamental i es va retirar a la seva casa situada a Sulejówek, als afores de Varsòvia, regal dels seus admiradors. Es va mantenir impartint conferències i escrivint articles i llibres, generalment de contingut polític i molt polèmics.
El govern es va lliurar aviat a tractar de desfer l'obra del mariscal en l'Exèrcit, tractant de sotmetre'l al poder civil mitjançant plans de reorganització dels seus adversaris, alhora que es va desencadenar una campanya de desprestigi de la seva figura i era mantingut sota vigilància. La dreta va intentar implicar-lo en certs judicis per espionatge a favor de la Unió Soviètica, sense èxit.
Piłsudski, per la seva part, continuà la seva dura polèmica amb els seus adversaris sobre el model de comandament de les forces armades i la seva subordinació al govern, que el mariscal veia com a negativa i tendent a la utilització d'aquestes en les rivalitats partidistes, mentre que els seus opositors la consideraven com a necessària per a sotmetre l'exèrcit al control democràtic.
La creixent tensió entre partidaris i detractors del mariscal, l'agudització de la crisi econòmica, l'empitjorament de la situació internacional per Polònia amb la signatura dels tractats de Locarno i Berlín i la crònica inestabilitat governamental, en la qual se succeïren els gabinets (catorze fins a 1926) van fer que els admiradors del mariscal el veiessin cada vegada més com la figura providencial per a la nació, i que el convidessin cada cop més obertament a prendre el poder per la força.
El novembre de 1925 Piłsudski, després de la caiguda del govern de tecnòcrates de Grabski, havia advertit al president de la república que no estava disposat a admetre més canvis en l'Exèrcit. El president s'havia declarat incapaç de posar fi a la crisi política. A partir d'aquest moment i durant l'hivern i la primavera de 1926 la tensió va créixer i els partidaris del mariscal van preparar la seva tornada a la política mitjançant un cop d'Estat.

### Cop d'estat i règim autoritari (1926-1935)
Al maig de 1926, després de mesos de preparació pels seus partidaris i el suport d'algunes unitats militars fidels a la seva persona, dona un cop d'Estat, insatisfet amb la crònica inestabilitat política, el que ell considera intromissió en assumptes militars del govern, l'aguda crisi econòmica i la delicada situació internacional per Polònia. Les forces polítiques i socials d'esquerra, que esperaven la fi del control de la vida política per les formacions de dreta i una revolució social, donen suport el cop, tot i que aviat queden desil·lusionades.

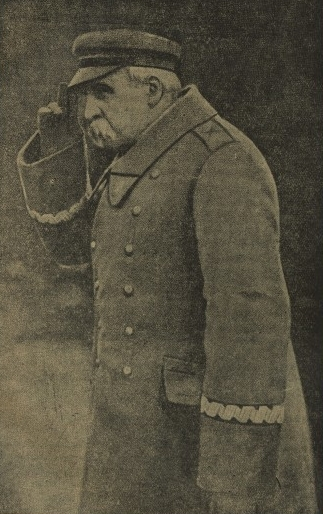
Piłsudski l'any de la seva mort. Els últims anys de la seva vida, el règim va perdre importants suports i es va tornar notablement més repressor.

El cop de Piłsudski marca el final del govern democràtic parlamentari a Polònia, símbol del fracàs del sistema democràtic a la regió en els anys posteriors, que és substituït gradualment per diferents dictadures. A partir del cop d'Estat torna a exercir les seves funcions en el govern de Polònia fins a la seva mort. El cop, malgrat el seu èxit polític i militar, va suposar una desil·lusió per al mariscal que es veia a si mateix com una figura admirada per tot el país i havia esperat que tot l'Exèrcit l'hagués seguit en comptes de dividir-se. La imatge de si mateix com un guardià del benestar nacional acceptat per totes les opcions polítiques es va esvair.
Després del cop d'estat de 1926, i en notar que el projecte Międzymorze tampoc rep suport decisiu de Gran Bretanya o França, Pilsudski l'abandona, i es dedica a dirigir el govern de Polònia com un dictador carismàtic, sustentat en la seva popularitat entre les masses, però permetent cert marge de maniobra a l'oposició. Per això Pilsudski introdueix l'anomenat règim Sanacja (o "sanació", en polonès), on els seus seguidors formen un front "per damunt dels partits polítics" mentre els governs queden subjectes a l'aprovació de Pilsudski, convertit en dictador de facto de Polònia, amb el suport dels caps militars (el "grup dels coronels") i del moviment Sanacja: un partit polític que evitava conduir-se com a tal.
Tanmateix, després de l'agreujament de la Gran Depressió el 1930 sorgeix amb més força una oposició política que exigeix a Pilsudski deixar el poder. En resposta, Pilsudski arresta desenes de parlamentaris opositors al seu règim i els empresona a la ciutat de Brest. Després d'això, Pilsudski insisteix a mantenir el seu règim sobre la base del seu carisma entre les classes obreres, i comença a elaborar una nova constitució que li permeti legalitzar el règim Sanacja i perpetuar-se en el poder. Els últims anys del seu règim aquest perd el seu prestigi i suport: al terror policial utilitzat per guanyar les eleccions de novembre de 1930 s'uneix la brutal repressió militar del nacionalisme ucraïnès també a finals d'aquest any. Tant els intel·lectuals com els partits d'esquerra i les minories s'allunyen de Pilsudski.
Fruit del desig dels seus partidaris d'assegurar el règim és la Constitució d'abril de 1935, elaborada per la camarilla de Pilsudski expressament perquè sigui aquest líder qui se serveixi d'ella. No obstant aquest esforç resulta estèril: el 12 de maig del mateix any mor Pilsudski, i el règim Sanacja queda en mans dels coronels fins a l'esclat de la Segona Guerra Mundial.

## Llegat
Pilsudski és, sens dubte, un dels personatges més importants de la Història de Polònia del segle xx, considerat per molts com el «salvador de Polònia», per haver liderat la guerra d'independència contra alemanys i soviètics i per dirigir la reconstrucció d'un estat polonès sobirà després de més d'un segle de particions. Se li atribueix també haver mantingut la cohesió i organització nacional de Polònia durant quinze anys d'independència, malgrat la seva actitud dictatorial en el context del règim Sanacja.
Si bé fou criticat durant el seu govern per polítics i intel·lectuals polonesos, la seva reputació va millorar després de la Segona Guerra Mundial, quan l'explícit nacionalisme de Pilsudski resultava favorable en comparació amb el règim comunista polonès, fortament influenciat per l'URSS, la mateixa potència estrangera contra la qual s'havia lluitat a la guerra d'independència de 1920-1921. El règim comunista polonès va condemnar formalment el règim i personalitat de Pilsudski, i el va titllar de reaccionari i aliat dels terratinents, però aquesta mena de censures enfortiren un cert prestigi de la figura de Pilsudski enfront de la molt evident subordinació que mostraven els comunistes polonesos davant l'URSS fins a l'època del desglaç de Khrusxov.

## Honors

### Polònia
- Orde de l'Àliga Blanca (1921)
- Orde Virtuti Militari, classes I, II, IV i V
- Creu de la Independència amb espases (6 de novembre de 1930)
- Orde Polònia Restituta, Classes I i II
- Creu al Valor (en quatre ocasions)
- Creu al Mèrit d'or (en quatre ocasions)

### Estrangeres
- Orde del Mantell Blau (Afgaistan)
- Orde de Sant Alexandre amb Espasa (Bulgària)
- Orde de la Corona de Ferro de III Classe (Àustria-Hongria)
- Gran Creu de l'Orde de Leopold (Bèlgica)
- Gran Creu de l'orde de la Creu del Sud (Brasil)
- Creu de Guerra txecoslovaca de 1918
- Gran Creu de l'Orde de l'Àliga (Estònia) 1930
- Creu de la Llibertat de I i III Classes (Estònia, 1922 i 1925)
- Gran Creu de l'orde de la Rosa Blanca de Finlàndia
- Gran Creu de l'orde del Mèrit Militar (Espanya)
- Gran Creu de la Legió d'Honor (25.864) (França)
- Medalla Militar (França)
- Gran Cordó de l'orde del Sol Naixent (Japó)
- Orde de l'Estrella de Karađorđe (Iugoslàvia)
- Orde de Lāčplēsis de 1a classe (Letònia)
- Membre de IV Classe del Sobirà Orde Militar de Sant Joan de Jerusalem
- Gran Creu de l'orde de la Torre i l'Espasa (Portugal)
- Orde de Carol I de I Classe
- Orde de Miquel el Valent
- Gran Creu de l'orde de Sant Maurici i Sant Llàtzer (Itàlia)
- Gran Creu de l'orde militar de Savoia (Itàlia)
- Gran Creu del Mèrit (Hongria